# Linda Lovelace
Linda Lovelace, pseudonimo di Linda Susan Boreman (New York, 10 gennaio 1949 – Denver, 22 aprile 2002), è stata un'attrice pornografica statunitense.
Divenne una delle più famose attrici nel cinema pornografico, recitando come protagonista nel primo film a luci rosse legale della storia, La vera gola profonda. Diversi anni dopo aver lasciato il mondo del porno, si schierò pubblicamente contro la pornografia.

## Biografia
Nacque il 10 gennaio 1949 nel quartiere del Bronx di New York. Nel 1971 sposò Chuck Traynor, che la presentò a Gerard Damiano. Fu quest'ultimo a volerla nel suo film La vera gola profonda, inizialmente distribuito in Italia con il titolo Gola profonda. Su consiglio di Damiano, Linda acquisì il nome d'arte di Linda Lovelace. Dopo La vera gola profonda, per il quale ricevette un compenso di 1250 $, Lovelace recitò in diverse altre produzioni hard, a partire dal sequel, diretto da Joseph W. Sarno, Gola profonda. Nello stesso anno divorziò da Traynor, e sposò Larry Marchiano, dal quale ebbe due figli: Dominic, nato nel 1977 e Lindsay, nel 1980.
Successivamente, Lovelace fece scalpore rinnegando pubblicamente il genere e schierandosi con le femministe americane contro l'industria pornografica. Nella sua autobiografia Ordeal dichiarò di essere stata costretta a girare film a luci rosse dal primo marito, un violento che la picchiava e che non aveva esitato a puntarle addosso una pistola. Linda raccontò di come all'inizio della relazione lui la persuase a rompere i legami con la sua famiglia: «Io andavo d'accordo con lui. Mentre dico queste parole, mi rendo conto che ci andavo troppo d'accordo in quei giorni... Nessuno mi stava costringendo, non ancora. Ogni cosa era dolce e lieve, un piccolo passo dopo l'altro... Tutto cominciò così gradualmente che io non ne vidi il disegno se non molto più tardi.»
Nella sua terza e quarta biografia Linda Lovelace affermò di essere stata letteralmente costretta a praticare gli atti sessuali mostrati nel film contro la sua volontà dall'allora marito Chuck Traynor. Inoltre dichiarò anche di essere stata ipnotizzata da Traynor, e da lui completamente sottomessa psicologicamente nonché minacciata costantemente da una pistola puntatale addosso se non avesse obbedito agli ordini. Nel 1986, la Lovelace testimoniò davanti all'Attorney General's Commission on Pornography, commissione governativa anti-pornografia istituita dal presidente Ronald Reagan, raccontando che "virtualmente ogni volta che qualcuno vedeva il film, era come se assistesse a uno stupro".
Successivamente durante una intervista al Toronto Sun del 20 marzo 1981 dichiarò: «È un crimine che quel film sia ancora proiettato; ho avuto una pistola puntata alla testa per tutto il tempo delle riprese». Mentre tutte le altre persone presenti sul set all'epoca smentiscono questo particolare della pistola, Damiano confermò in varie interviste che Traynor era estremamente possessivo e violento nei confronti della Lovelace e in alcune occasioni la picchiò sul set. Nel documentario Inside Gola profonda si afferma che i lividi delle percosse di Traynor sarebbero visibili sul corpo della Lovelace durante il film.

## Vita privata
Divorziata nel 1996 anche dal secondo marito.

### Morte
Morì il 22 aprile 2002 in un incidente d'auto a Denver, in Colorado.

## Filmografia
- Changes (1971)
- Piss Orgy (1971)
- Dog 1 (1972)
- La vera gola profonda (Deep Throat) (1972)
- Gola profonda (Deep Throat Part II) (1974)
- Exotic French Fantasies (1974)
- The Confessions of Linda Lovelace (1974)
- The 46th Annual Academy Awards – film TV (1974)
- Linda Lovelace for President (1975)
- Sexual Ecstasy of the Macumba (1975)
- Linda Lovelace Meets Miss Jones (1975)
- Super Climax (1980)
- Midnight Blue 2 (1980)
- Blue Vanities 93 (1988)[8]
- Blue Vanities 57 (1988)[8]
- Deep Throat III (1989)[8]
- Playboy: The Story of X (1998)[8]
- The E! True Hollywood Story, episodio Linda Lovelace (2000)
- Adults Only: The Secret History of the Other Hollywood – miniserie TV (2001)
- RIP 2002 – film TV (2002)
- Tango with Porn (2003)[8]
- Sex at 24 Frames Per Second (2003)[8]
- X-rated – film TV (2004)
- Inside Gola profonda (Inside Deep Throat) (2005)

## Libri
- (EN) Ordeal, 1980, ISBN 0-517-42791-5.
- (EN) Out of Bondage, 1986, ISBN 0-425-10650-0.

## Omaggi
- Nel 2013 è uscito il film Lovelace, dedicato alla vita di Linda Lovelace, interpretata da Amanda Seyfried.[9]